# Pelosia cinerina
Pelosia cinerina là một loài bướm đêm thuộc phân họ Arctiinae, họ Erebidae.